# Katehumen
Katehúmen (grško: starogrško κατηχουμένος [katehuménos] = poučeni) je odrasla oseba, ki se pripravlja 
na vstop v krščansko Cerkev in sprejem zakramenta krsta.
V prvih stoletjih je veliko ljudi sprejelo krščanstvo v odraslosti. Postopek uvajanja so imenovali katehumenát
(grško starogrško κατηχουμένατος [katehumenatos]) in je bil sestavljen iz naslednjih treh stopenj:
1. Daljše uvajanje je potekalo več let (po navadi dve do tri leta). Glavni del tega uvajanja je bil verski pouk - kateheza (grško: starogrško κατηχήσις [katehésis]; beseda izhaja iz glagola starogrško κατέχειν [katehein], ki pomeni poučevati; iz iste besede izvira tudi beseda katehumen, katehumenat, pa tudi starogrško κατηχισμός [katehismos] = katekizem). Za katehumene so organizirali tudi besedno bogoslužje - branje Svetega pisma, niso pa se smeli udeleževati evharistične daritve.
2. Druga stopnja je potekala po navadi v postnem času, 40 dni pred veliko nočjo. Ta stopnja se je zaključila praviloma na veliko soboto zvečer, ko so pri predvelikonočni vigiliji katehumeni prejeli zakrament krsta in birme in prvič sodelovali pri evharistični daritvi - maši. S tem je katehumen napredoval  v neofita (grško: starogrško νεόφυτος [neófitos] = na novo vsajeni).
3. Neofiti so v tednu po veliki noči prihajali h katehezi v belih oblačilih, ki so pomenila znak duhovnega prerojenja in očiščenja. Ta oblačila so nehali nositi prvo nedeljo po veliki noči (ta nedelja se imenuje tudi bela nedelja).

Po Drugem vatikanskem koncilu je bil v Rimskokatoliški Cerkvi ponovno uveden katehumenat, saj je vodstvo Cerkve opazilo večje zanimanje za krst odraslih. Sodobni katehumenat traja eno leto in se (tako kot včasih) praviloma zaključi na veliko soboto.
Tudi protestantske in pravoslavne Cerkve zahtevajo od kandidatov za vstop v njihovo Cerkev poznavanje osnovnih krščanskih naukov in pogosto tudi organizirajo tečaje za katehumene. 
Pri prestopu iz ena v drugo krščansko Cerkev se praviloma upoštevajo zakramenti, ki jih je kandidat že prejel (npr. če je bil že krščen, ne prejme ponovnega krsta).